# Infanteriekanone

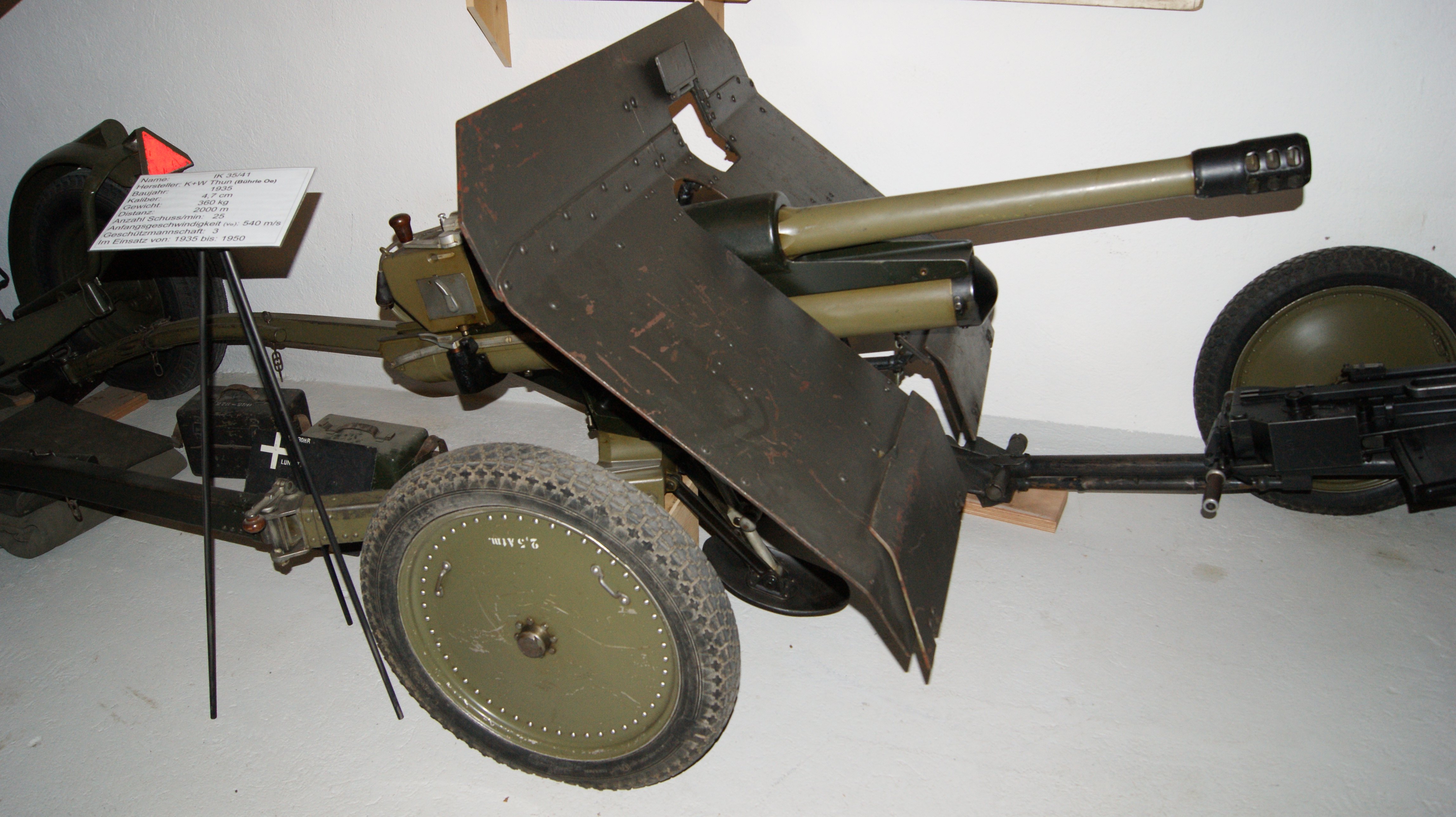
4,7 cm Ik 35/41, Infanteriekanone im Museum der Festung Magletsch

Die 4,7 cm Infanteriekanone 35/41 (kurz Infanteriekanone) ist ein Infanteriegeschütz, das als Lizenzbau der 4,7-cm-PaK Böhler von der Schweizer Armee genutzt wurde.

## Beschreibung
Das Geschütz im Kaliber 4,7 cm wurde 1935 beschafft und bei der Eidgenössischen Konstruktionswerkstätte in Thun in Lizenz von Böhler hergestellt. Es wurde der Infanterie zugeteilt, die es im Direktschuss vorwiegend zur Panzerabwehr einsetzte. Die Lafettierung bekam Scheibenräder, die beim Schiessbetrieb entfernt waren. Nach einer Kampfwertsteigerung im Jahr 1941 bekam das Geschütz die Bezeichnungsergänzung 35/41. Die Neuerungen wurden meist im kompletten Bestand dieser Baureihe nachgerüstet und ermöglichten unter anderem eine gesteigerte Mündungsgeschwindigkeit {\displaystyle v_{0}} bis 750 m/s. Mit einem konischen Mündungsverengungs-Aufsatz nach dem System Janecek für Unterkalibermunition konnte die Leistung letztmals bis zu {\displaystyle v_{0}} bis 1050 m/s gesteigert werden. Die Infanteriekanone wurde durch die 9-cm-Panzerabwehrkanone 1950 abgelöst. Einige Exemplare der 4,7-cm-Geschütze sind in Museen erhalten. In der Schweiz wurden folgende Varianten des Geschützes genutzt:
- 4,7 cm Infanteriekanone 35, auch als 4,7 cm Ik bezeichnet
- 4,7 cm Befestigungskanone 37, auch als 4,7 cm B-K 37 bezeichnet
- 4,7 cm Infanteriekanone 35/41, auch als 4,7 cm Ik 35/41 bezeichnet
  - Die Kampfwertsteigerung zur Bezeichnung 35/41 umfasste: Splitter-Schutzschild, automatischer Verschlussöffners beim Rohr-Rücklauf, Richterabzug im Seitenrichtrad, Hilfskornentfernung vorn.
- 4,7 cm Panzerabwehrkanone 4, auch als 4,7 cm Pak 4 bezeichnet
- 4,7 cm Bunker-Panzerabwehrkanone 41 (mit Festungslafettierung bis 1960er-/1970er-Jahre eingesetzt)

Zusätzlich gab es eine Leistungssteigerung mit dem System Janecek.

## Munition
Nachfolgend eine Übersicht von Munition, die mit dieser Kanone von der Schweizer Armee genutzt wurde:
- 4,7 cm Ik Kartätsche
- 4,7 cm Ik Langgranate
- 4,7 cm Ik Uebungs-Langgranate
- 4,7 cm Ik UPzG MZ (Trotyl)
- 4,7 cm Ik UPzG MZ (Schwarzpulver)
- 4,7 cm Ik Panzergranate BoZ
- 4,7 cm Panzergranate Voll Lsp
- 4,7 cm Pak Langgranate MZ
- 4,7 cm Pak Uebungslanggranate MZ
- 4,7 cm Janecek Pz Ke G